# ۵۳۰ (میلادی)
۵۳۰ (میلادی) پانصد و سیمین سال تقویم میلادی است.

## رویدادها
- ساسانیان در نبرد دارا از سپاه امپراتوری روم شرقی به فرماندهی بلیساریوس و هرموژنس شکست می‌خورند.
- هیلدریک، پادشاه وندال‌ها و آلان‌ها توسط عموزاده‌اش گلیمر از قدرت برکنار می‌شود.

## درگذشتگان
- ۲۲ سپتامبر - پاپ فلیکس چهارم

‎